# White Pine (Tennessee)
White Pine è un comune degli Stati Uniti d'America, situato nello Stato del Tennessee, diviso tra la Contea di Jefferson e la Contea di Hamblen.